# Bekorobo
Bekorobo est une commune urbaine malgache située dans la partie centre-nord de la région d'Anosy.